# アウルク
アウルク（モンゴル語: A'uruγ）とは、モンゴル帝国の軍隊が戦争の際に軍の補給のために後方に設置する、 移動可能な輜重陣営を指す名称である。アウルクはその規模や目的によって様々な形式が存在し、モンゴル軍の迅速な移動に柔軟に対応しうるアウルクの存在は、モンゴル帝国が急速な拡大をなし得た要因の1つであると評されている。

## 語源
モンゴル国の研究者ダムディンスレン（Damdinsüren）が「あらゆるものを保存する貯蔵所・倉庫」を意味する単語であろうと指摘して以来、アウルクの語源についてはダムディンスレン説が定説として支持されている。
また、日本のモンゴル語研究者小沢重男はダムディンスレンの説を発展させ、モンゴル語の aGursu(n)、aGurqai などの語幹 aGu'は a-Guと分析され、「『持続的に存在する』から『保存（する）』の意味となるように、 aGuruG という単語は『保管されるもの→保管されるところ→貯蔵所』という意味の変遷をたどったのであろう」と指摘している。

## 定義
アウルクは他のモンゴル帝国の用語と同様、帝国の急速な拡大によって多面性を持つ用語となっており、研究者の間でも多様な見解が存在する。アウルクの機能について最も端的に伝えているのは1221年に南宋から使者としてモンゴルに派遣された趙珙の記録で、趙珙は『蒙韃備録』の中で「（モンゴル人の慣習として）戦いに出るときは貴賤を問わず妻子を伴って行く。彼ら自身は、彼女達を行李や衣服や金品などを管理させるために伴うのだという。婦女たちはもっぱら天幕を立てることを管理し、馬の鞍、輜重の車、それを引く駄獣などを修理し整える。それのみならず、緊急の場合には彼女たちは馬を走らせることもできる」と記している。このような記述に基づいて、アウルクは古くからの研究では単純にモンゴル軍の兵員補充、物資補給のための「兵站基地」、もしくは「後方支援基地」と定義されていた。
しかし、研究の進展によりアウルクという用語には「兵站基地」という意義の他に「家族集団に付随するもの」というニュアンスがあったことが指摘されている。これは、アウルクが一般的に想像される軍隊の陣営とは異なり、本来的には「戦士の家族群によって組織され、戦線の兵士が移動するに従って移動する後方の兵站陣営であった」ためと考えられている。これは、『モンゴル秘史』において「老小営（家族営）」という訳語があてられていることからも確認される。ただし、モンゴル帝国の拡大にともなって隷属民とそれを監督する侍従官によって構成されるアウルクの存在も確認されており、アウルクは必ずしも家族集団によって経営されるものではなかったことも指摘されている。
以上の点を踏まえ、矢沢はアウルクの性格について「それ自体が遊牧集団の延長線上にあるため、移動可能な陣営の型式をとっていた。そこには后妃や子らを含む家族が居住し、 その戦闘力は限定されていたものの、遠征に随行する場合には輜重陣営としての役割を持ち、随行しない場合には本拠地で従来通りの遊牧生活を営んでいた」、「アウルクは遊牧集団の延長にあり、軍人の家族や畜群を中心に構成され、戦闘で疲労・負傷した軍人たちに十分な食事を与え、介護する後方の輜重陣営としての役割を担っていた。遠征の際には、本軍とは若干の距離をおいて後からついてくる移動可能な陣営であり、戦闘の際には本隊の後に陣を構え、夜などは本隊と合流して軍人の休養等に供した。本軍が戦闘に敗れた場合、アウルクも略奪の対象となるのが常であった。逆に、戦争に勝利して捕虜を得た場合、彼らはアウルクに留められて隷属民となり、おそらく遊牧生産に携わって実質的に兵站活動の一翼を担うことになった」と総括している。
なお、元朝時代の漢文史料にあらわれる 「奥魯（おうろ）」はモンゴル語アウルクに由来する単語ではあるが、既に「移動可能な陣営」という本来の意義を失って純然たる「後方基地」と化しており、本来の「アウルク」とは区別すべき概念である。

## 機能
モンゴル帝国が短期間で急成長したため、アウルクはその時々の状況にあわせてその性格を大きく変えているが、まず大きな枠組みとしてアウルクはモンゴル軍内の「後方軍」と位置づけられていた。モンゴル軍は一般的に左翼・右翼・中軍という「横の」3段編成によって成り立っていることが知られているが、これに加えて先鋒軍・中軍・後方軍という「縦の」3段編成も存在していた。このような先鋒軍・中軍・後方軍のことをモンゴル語ではそれぞれアルギンチ（alginči）・コル（qol）・アウルク（a'uruγ）と呼称している。
ただし、先鋒軍・中軍・後方軍は厳密に分類されているわけではなく、「先鋒軍の中のアウルク」、「中軍の中のアウルク」なども存在する、 重層的な構造となっていた。1例を挙げると、第4代皇帝モンケの時代に派遣されたフレグの西征軍はモンゴル本土に残留したアウルクと、本軍に付随して移動するアウルクの両方が存在したことが知られている。以上の点を踏まえ、蓮見節は「アウルクは戦闘集団の後方に置かれ、軍団の移動とともに（指定された地点に）移動し、その地にとどまり、軍団がある地方を攻略したのちに帰還する一時的な滞留地を形成する。さらに、アウルクは作戦の推移に従って、同時に複数の異なる地点に設置されることもある」ものであり、長距離遠征を行うモンゴル軍の機動力を支えるものであったと指摘している。
まず「軍全体（中軍）のアウルク」について見ると、先述したようにこれは戦士の家族たちによって組織されるもので、遊牧生活の延長線上にあるものであった。『モンゴル秘史』などの史料には、モンゴル高原での戦闘時に「戦場からやや離れた場所に待機していた民（ウルス）が戦闘後に軍団と合流した」ことがしばしば記載されており、このような民の存在が後のアウルク制度の原型になったと考えられている。このようなアウルクはモンゴル部の勢力拡大に伴って規模を拡大させていったようで、『モンゴル秘史』巻8・198節には戦争によって捕虜となり、アウルクで労働させられていた隷属民が反乱を起こすも、鎮圧されたことが記録されている。この記述から、この頃のアウルクには労働を行う隷属民と、それを監督する侍従官、反乱を鎮圧する必要最低限の戦士などが所属していたことが確認される。この事は『黒韃事略』に「モンゴル人の糧食は元来羊・馬のみであり、遠征する際に［それ以外の］軍糧を持ち運ぶことはない。しかし一軍（ここではアウルクのことを指す）の中に多少のモンゴル人がいたとしても、その他は皆『亡国の人』である。モンゴル人が羊・馬を随行していたとしても食料は足りず、『亡国の人』は糧米を要求しなければならなかった……」とあることからも確認される。この記述に見られる 「多少のモンゴル人」が先述した侍従官（kötüčin）で、「亡国の人」がメルキトやケレイトといった、モンゴル部族に敵対して攻め滅ぼされた部族の生き残りで、アウルクで隷属民として後方支援を補助する人達であったとみられる。
また、「先鋒軍のアウルク」については、屡々チンギス・カンの先鋒を務めたジェベが「彼（ジェベ）は自分のアウルクを残し、駿足の馬を選んで出馬した」という記録が残されている。また、ジェベと屡々行動を共にするスブタイに対してチンギス・カンが「自分の糧食（künesü-ben）が尽きないうちに節約せよ。軍馬が痩せてしまえば、慈しんでも詮無いことだ。糧食が底をついてしまえば、節約しても詮ないことだ……」と注意したことが記録されている。この記述に見られるように「先鋒軍のアウルク」の場合は馬を主体とする機動性に優れたもので、「中軍のアウルク」と異なり戦闘指揮官が直接管理できるほどの軍備しか有していなかったことがうかがえる。
アウルクが供給する物資について、先述した『蒙韃備録』は「行李・衣服・銭物・氊帳・鞍馬・輜重・車馱」がアウルクに備えられていたことを記している。また、ナイマンの軍勢がケレイトのアウルクを奇襲した時に、「家族・部民・家畜・馬群・糧食」を奪ったことが記録されており、これらもアウルクを構成する要素であった。ここで見られるように、多くの物資と将兵の家族を有するアウルクはしばしば略奪の対象とされており、戦闘の前にアウルクを安全な場所に移動するよう命じた記録も残っている。
なお、カーン（皇帝）自ら率いる軍団のアウルクについては「大アウルク」の名称で呼ばれたことが記録されており、史料上に明記はないがカーン以外が率いる軍団のアウルクは「小アウルク」と位置づけられていたのではないかと考えられている。

## 移動
アウルクの最大の特徴と言えるのが、遊牧生活の伝統に基づいて、 頻繁な移動を可能にしている点である。蓮見はこの点について、「まさに、 移動という点において、アウルクは遊牧生産様式に基づくモンゴル軍の特異な軍事組織の1つとして認められるのである」と述べている。『集史』などの史料には本軍の作戦変更に伴ってアウルクが本軍の移動に柔軟に対応していたことを示す記述があり、アウルクがあらかじめ指定された地点に残留し、佐戦の推移とともに命令に従って移動していたことが確認される。
モンゴル軍の移動はそもそも遊牧というモンゴル人の生活様式によって特徴づけられており、チンギス・カンが遠征中の末子トゥルイに「暑くなる前にもとの場所へ帰還せよ」 と述べた記録が残されているように、行軍の中にも遊牧生活（季節移動）の影響が見られる。ただし、蓮見節は遊牧生活上の牧畜的移動とモンゴル軍の軍事的移動を安易に同一視する意見に批判を加え、馬群を主体としたアウルクや牧畜のみならず狩猟で食料を調達するアウルクなど、本来の遊牧生活とはかけはなれたアウルクの存在を指摘する。その上で、牧畜的移動と軍事的移動の関係について「遊牧生産様式という大前提によってそれぞれ規定されているとはいえ、移動形式と内容において基本的な相違点が認められ、それぞれの移動の規模や目的に適応した形式と持っていた」と結論づけている。
また、マルコ・ポーロはモンゴル軍の補給について「彼等は必要に迫られればいつでも、些少な馬乳と自分で仕留めた獲物だけを食料として、まる1ヶ月を駐留し通すこともできる……」と記している。マルコポーロの記すモンゴル軍の軍糧は他の史料に見られるアウルクの規模から見るとかなり少なく、これは「先鋒軍のアウルク」について記しているのだと考えられている。このような先鋒軍のアウルクは、モンゴル軍への奇襲を考えていた金軍が「北兵忽然として所在を知らず、陣営の火は一抹もなかった（『金史』巻112）」とあっさり行方を見失ってしまったように、迅速な移動を行うことができた。